# 宮本和志
宮本 和志（みやもと かずし、1979年2月22日 - ）は、日本の男性プロレスラー、YouTuber、総合格闘家。

## 経歴
地元では不良として鳴らし、高校時代に子分を引き連れて、ふんぞり返りながらジャイアント馬場の元へ面会に行ったものの、態度をたしなめられ、心を入れ替えてトレーニングに励むようになった。
学生時代は相撲を、プロレスラーになる前はアームレスリングおよびボディビルを行っていた。相撲部では主将を務め福島県100kg未満級で2年連続優勝、アームレスリングでは全日本ジュニア選手権優勝、無差別級「南波杯」でベスト4入り、肉体改造のために始めたボディビルでは全日本クラス選手権で準優勝を果たした。
1997年、高校3年の1月に全日本プロレスに入門するがわずか1ヶ月で退団し、後に身体づくりをする。
2001年、全日本プロレスの主力選手大量離脱後に初の入門者として再入門する。8月19日、後楽園ホール大会での対馳浩戦でデビュー。
2003年、本間朋晃とタッグチーム、ターメリック・ストームを結成。
2004年5月、ターメリック・ストームを解散し、無期限のアメリカ海外修行に出された。アメリカでは、ギミック上ザ・グレート・ムタの息子という設定の「ザ・グレート・カズシ」に扮して各インディ団体を転戦した。海外遠征中にはAPWテレビジョン王座、HIWヘビー級王座、TWEテキサスヘビー級王座の3つのベルトを獲得。
2005年7月に一時帰国し、全日本プロレスの興行に参戦。上記の王座を合わせて「三冠王者」として注目される。凱旋試合の雷陣明戦では海外で開発したというテキサスシリーズのひとつ、テキサスバスターで5分足らずで勝利。試合後、師匠の川田利明のハッスルでの姿を痛烈に批判、最終戦で一騎討ちが実現。その後アメリカに戻り、同年10月5日にはWWEのRAWのダーク・マッチへ出場も果たした。また、RCW王座決定トーナメントで優勝し自身4つ目のベルトRCW王座を獲得。
11月、全日本プロレスを退団してキングスロードに移籍。同団体のエースとなった。
2006年1月15日、後楽園ホール大会でキングスロード旗揚げ戦を行い、天龍源一郎と対戦。大健闘するも最後は天龍の53歳で敗れた。同年7月1日、北沢大会を最後に活動停止。以後フリーで活動し、新日本プロレスやZERO1-MAXにスポット参戦。
2007年、大阪プロレスにてGAINAが率いるバッドフォースの刺客のカズシとして参戦。バッドフォースのキャラのままUWAI STATIONにも参戦。マスクド・グランシャリオと対戦し引き分け、月1ペースで自主興行「和志組」を続けザ・グレート・サスケとも対戦する。その際ザ・グレート・カズシのキャラを復活。
2008年5月、プロレスリング・ノアのSEM大会にて太田一平、平柳玄藩とシングルで対戦しいずれも勝利。5月17日、ディファ有明にて丸藤正道とシングルで対戦。コブラクラッチ式三角絞めで敗れた。
2011年3月、約5年半ぶりに古巣の全日本プロレスに参戦。2012年、再び本間が全日本プロレスに参戦したことでターメリック・ストームを再結成。アジアタッグ挑戦を視野にいれる。
2012年9月26日、天龍プロジェクトに入団するも、翌2013年10月退団。
2014年1月、全日本からWRESTLE-1に主戦場を移す。また、この時から入場時に付き人のスーツの男とボディーガードのムスタファを同伴させ、大量の札束が入ったアタッシュケースを持参するという金持ちキャラに転身し定期的にフリーとして参戦。またここまでバラモン兄弟とがばいじいちゃんが現金で釣られて宮本の代わりに勝負している。5月9日、ジャパニーズ・ミリオンダラーマンとなったあと初めて自主興行「和志組」を行う。自身はメインで本間朋晃と対戦する。11月3日、ユニオンプロレスに参戦。
2015年6月12日、超硬派武闘集団和志組自主興行を開催。10月26日、いわき市立総合体育館にて東日本大震災復興チャリティープロレスを開催。以降同大会を毎年開催している。11月15日、いわき市長より感謝状授与。
2016年4月20日、曙が所属する王道にレギュラーメンバーとして参戦。8月2日、DDTプロレスリング酒場プロレスにて「カズシスタイナー」として参戦。
12月18日、EWPハノーファー大会にて王者ショーン・ヘルナンデスを破り、日本人初のEWP世界ヘビー級王座となる。
12月27日、後楽園ホールでの金村キンタロー引退興行に参戦し、大谷晋二郎とタッグを組み佐野直と翔太と対戦し勝利。
2017年2月23日、ダイアモンド・スターズ・レスリング新木場1stRING大会にて、ロブ・テリーとコンビを結成。セコンドにはロード・ウォリアー・アニマルがついた。新木場大会にて400人近い超満員札止めの観客が見守る中NWA世界タッグ王座組のアイアン・エンバイア（ロブ・コンウェイ＆マット・リビエラ）を破り王座を獲得。
2019年2月19日、『ジャイアント馬場没後20年追善興行』第2試合に出場。元タッグパートナー・本間朋晃と久々の邂逅を果たす。

### 東日本大震災復興チャリティープロレス
宮本は東日本大震災で被災した福島県双葉郡富岡町出身で、実家は2019年現在も帰還困難区域内にある。2015年より、復興支援として毎年チャリティープロレスを開催している。
- 第1回…2015年10月26日、いわき市立総合体育館
- 第2回…2016年11月03日、楢葉町立楢葉中学校体育館
- 第3回…2017年10月09日、SOSO.Rならはスタジアム
- 第4回…2018年06月24日、郡山市南東北総合卸センター

## 戦績

### 総合格闘技
| 総合格闘技 戦績 | 総合格闘技 戦績 | 総合格闘技 戦績 | 総合格闘技 戦績 | 総合格闘技 戦績 | 総合格闘技 戦績 | 総合格闘技 戦績 |
| --------------- | --------------- | --------------- | --------------- | --------------- | --------------- | --------------- |
| 1 試合          | (T)KO           | 一本            | 判定            | その他          | 引き分け        | 無効試合        |
| 0 勝            | 0               | 0               | 0               | 0               | 0               | 0               |
| 1 敗            | 1               | 0               | 0               | 0               | 0               | 0               |

| 勝敗 | 対戦相手   | 試合結果                     | 大会名   | 開催年月日    |
| ×    | スダリオ剛 | 1R 0:08 KO（スタンドパンチ） | RIZIN.27 | 2021年3月21日 |

## 得意技
ミリオンダラードライバー
テキサスバスター
ホイールバロウドライバーIIと同型。
ターメリックボンバー

## 入場曲
- 初代 : FREE RIDE
- 2代目 : LOCAL WORD
- 3代目 : I Found a Million Dollar Baby（ナット・キング・コール）

## 獲得タイトル
- 二大陸統一ヘビー級王座
- HIWヘビー級王座
- RCWヘビー級王座
- TWEテキサスヘビー級王座
- EWPヨーロピアンヘビー級王座
- APW TV王座
- WEWタッグ王座
- NWA世界タッグ王座